# 小行星8456
小行星8456（8456 Davegriep）是一颗绕太阳运转的小行星，为主小行星带小行星。该小行星于1981年3月发现。

## 轨道参数
小行星8456的轨道半长轴为473 231 744 km，3.1633138 UA，离心率为0.030。